# جيرار بوشارد
جيرار بوشارد (بالإنجليزية: Gérard Bouchard)‏ (26 ديسمبر 1943 في كندا)؛ كاتب، مؤرخ، أستاذ جامعي وروائي كندي.